# Angelo Sepe
Angelo John Sepe, cunoscut și ca "Angie" (n. 14 ianuarie 1941, Queens, New York – d. 18 iulie 1984, Brooklyn, New York) a fost un membru al familiei mafiote Lucchese. A fost suspect al jafului de la Lufthansa din 1978.
Sepe și prietena sa (conform documentarului The Real Goodfellas, Angelo și Joanna erau căsătoriți la acel moment) Joanna Lombardo au fost uciși pe 18 iulie 1984 în apartamentul lui Sepe la adresa 8861 pe 20th Avenue în New Utrecht, Brooklyn.